# Nur (gemeente)
De gemeente Nur is een landgemeente in het Poolse woiwodschap Mazovië, in powiat Ostrowski (Mazovië).
De zetel van de gemeente is in Nur.
Op 30 juni 2004 telde de gemeente 3230 inwoners.

## Oppervlakte gegevens
In 2002 bedroeg de totale oppervlakte van gemeente Nur 102,85 km², waarvan:
- agrarisch gebied: 75%
- bossen: 18%

De gemeente beslaat 8,4% van de totale oppervlakte van de powiat.

## Demografie
Stand op 30 juni 2004:
| Omschrijving                   | Totaal | Totaal | Vrouwen | Vrouwen | Mannen | Mannen |
| ------------------------------ | ------ | ------ | ------- | ------- | ------ | ------ |
| eenheid                        | aantal | %      | aantal  | %       | aantal | %      |
| inwoners                       | 3230   | 100    | 1598    | 49,5    | 1632   | 50,5   |
| bevolkingsdichtheid (inw./km²) | 31,4   | 31,4   | 15,5    | 15,5    | 15,9   | 15,9   |

In 2002 bedroeg het gemiddelde inkomen per inwoner 1251,34 zł.

## Administratieve plaatsen (sołectwo)
Godlewo Warsze, Godlewo Mierniki, Godlewo Milewek, Godlewo Wielkie, Kałęczyn, Kamianka (Kamionka), Kossaki, Kramkowo Lipskie, Murawskie Nadbużne, Myślibory, Nur, Obryte, Ołowskie, Ołtarze Gołacze, Strękowo, Ślepowrony, Zakrzewo Słomy, Zaszków (d. Zaskow), Zaszków Kolonia, Zuzela, Żebry Kolonia, Żebry-Laskowiec

## Aangrenzende gemeenten
Boguty-Pianki, Ceranów, Ciechanowiec, Czyżew-Osada, Sterdyń, Szulborze Wielkie, Zaręby Kościelne